# North Tustin, Kalifornien
North Tustin är en ort (CDP) i Orange County, i delstaten Kalifornien, USA. Enligt United States Census Bureau har orten en folkmängd på 24 917 invånare (2010) och en landarea på 17,3 km².